# Caroline Waterlow

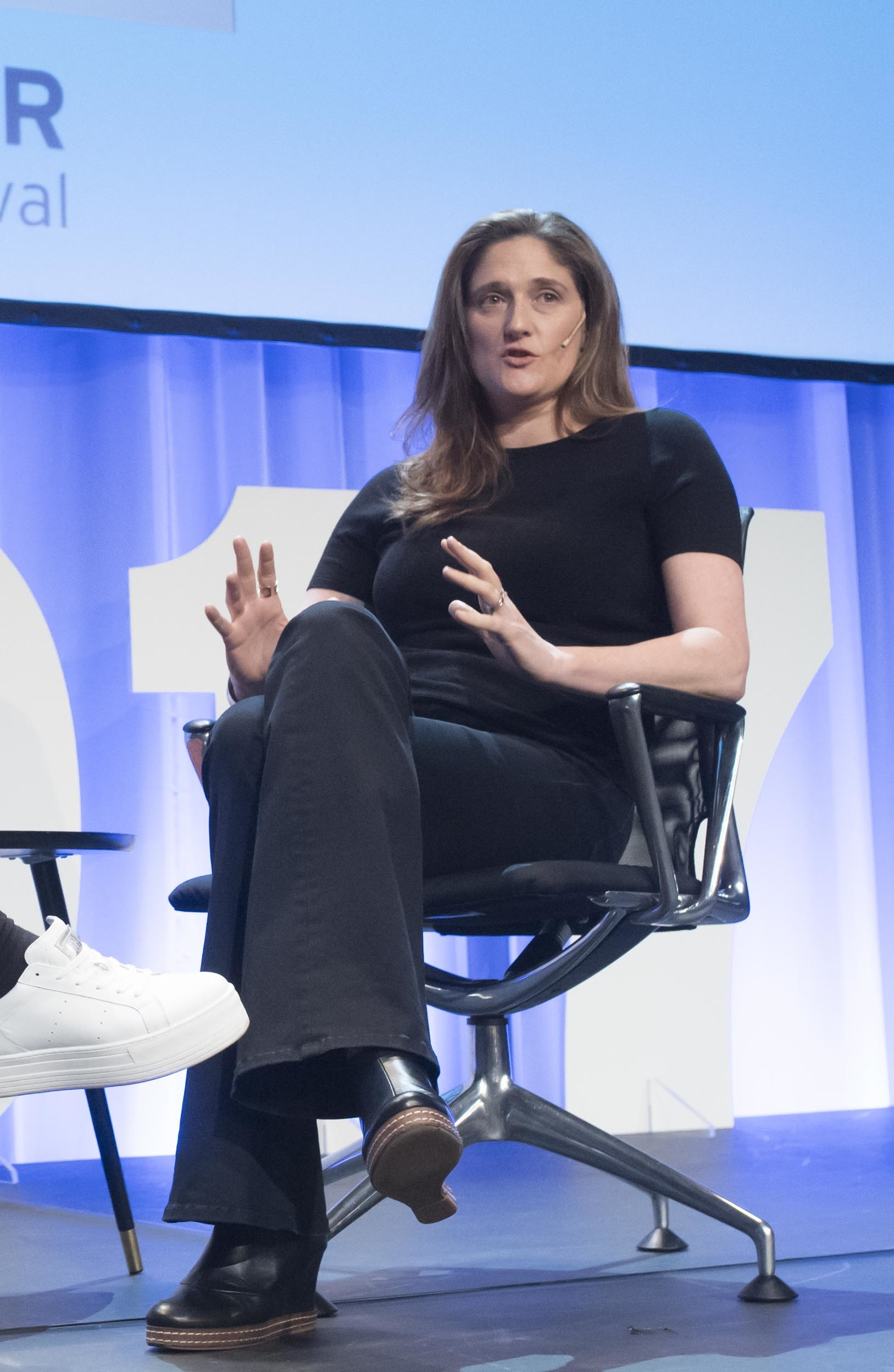
Caroline Waterlow, 2017

Caroline Waterlow (* 20. Jahrhundert) ist eine US-amerikanische Filmproduzentin und Oscarpreisträgerin.
Caroline Waterlow begann 1999 im Filmgeschäft, als Mitproduzentin bei der Fernseh-Dokumentation Radio City Music Hall: The Story Behind the Showplace. Ebenfalls als Mitproduzentin wirkte sie bei dem Oscarnominierten Dokumentarfilm Cutie and the Boxer mit. Bei der Oscarverleihung 2017 erhielt sie den Oscar für den Film O. J. Simpson: Made in America, der in der Kategorie Bester Dokumentarfilm nominiert wurde.
2018 wurde sie in die Academy of Motion Picture Arts and Sciences berufen, die jährlich die Oscars vergibt.

## Filmografie (Auswahl)
- 1999: Radio City Music Hall: The Story Behind the Showplace
- 2000: The American President (Fernsehserie, zehn Episoden)
- 2005: Terrorism: City Under Siege
- 2008: God v. Satan: The Final Battle
- 2013: Cutie and the Boxer
- 2013: Supermensch – Wer ist Shep Gordon? (Supermensch: The Legend of Shep Gordon)
- 2016: O. J. Simpson: Made in America (O.J.: Made in America)
- 2023: This is Brighton